# Nina Buysman
Nina Buysman (* 16. November 1997 in Bovenkarspel), auch Nina Buijsman geschrieben, ist eine niederländische Radrennfahrerin.

## Sportlicher Werdegang
Buysman stammt aus West-Friesland, wo sie im Alter von acht Jahren bei der Wielervereniging West-Frisia mit dem Radsport begann. Nach einigen Erfolgen auf Jugend- und Junioren-Niveau schloss sie sich im Erwachsenenbereich 2017 dem Team Parkhotel Valkenburg an und gewann das Eintagesrennen Omloop van de IJsseldelta. 2021 erzielte sie mit einem Etappensieg bei der Tour de Feminin in Tschechien ihren zweiten Erfolg in der Elite.
Zur Saison 2022 wechselte Buysman zu Human Powered Health, für die sie die Tour de France Femmes bestritt und auf dem 25. Rang abschloss. Anfang 2023 stand sie mit dem dritten Platz beim Great Ocean Road Race erstmals auf dem Podium eines WorldTour-Rennens.
Im August 2023 gab Buysman ihren Wechsel zu FDJ-Suez zur Saison 2024 bekannt.

## Erfolge
2017
Omloop van de IJsseldelta
2021
eine Etappe Tour de Feminin
Bergwertung Ladies Tour of Norway
2024
eine Etappe Tour de l’Ardèche